# Capital sexuel
Le capital sexuel ou capital érotique est la valeur sociale qu'un individu ou un groupe acquiert en raison de son attrait sexuel. Comme pour d'autres formes de capital, le capital sexuel est convertible,, et peut être utile pour acquérir d'autres formes de capital, y compris le capital social et le capital économique.

## Origines
Le terme capital érotique a été utilisé pour la première fois par la sociologue britannique Catherine Hakim au début des années 2000. Hakim l'a définie comme distincte et s'appuyant sur les concepts du sociologue français Pierre Bourdieu de capital économique, culturel et social. Elle dit que le capital érotique est indépendant de l'origine de classe et permet donc la mobilité sociale, et fait valoir que cela rend le capital érotique socialement subversif, ce qui a pour résultat que les structures de pouvoir dominantes le dévaluent et tentent de le supprimer. Dans la manosphère, le terme parallèle de valeur marchande sexuelle ou son abréviation SMV est souvent utilisé.

## Définition

### Économique
Une définition liée à l'économie est basée sur la théorie du capital de vérité humaine de Gary Becker, et prédit que les gens investissent de manière rationnelle pour montrer leur sex-appeal lorsqu'ils peuvent espérer un retour sur leurs investissements. Il le définit comme une forme de capital santé, qui est lui-même une forme de capital individuel. Une autre définition vient de la théorie du portefeuille du capital, dans laquelle Green soutient que le capital sexuel fait partie du portefeuille de capital global d'un individu. Un individu peut transférer son capital sexuel vers d'autres formes de capital dans la théorie du portefeuille de capitaux. D'un point de vue économique, avoir un capital sexuel élevé est avantageux, car il peut aider un individu dans de multiples aspects de sa vie. Par exemple, plusieurs études ont montré qu'une plus grande attractivité physique est corrélée à des revenus plus élevés après élimination d'autres facteurs,,.

### Sociologie
La définition sociologique est basée sur le concept de Bourdieu des champs,,. Cette définition s'appuie sur le concept de capital de Bourdieu. Green définit le capital sexuel comme appartenant à un individu ou à un groupe en raison de la qualité et de la quantité d'attributs qu'il possède et qui suscitent une réponse érotique chez un autre, y compris l'apparence physique, l'affect et les styles socioculturels. Certains de ces attributs peuvent être immuables, comme la race ou la taille d'un individu, tandis que d'autres peuvent être acquis par l'entraînement physique, ou artificiellement, par la chirurgie plastique ou un relooking, etc.. Il n'y a pas de forme hégémonique unique de capital érotique (sexuel). Au contraire, les monnaies du capital sont assez variables, acquérant un statut hégémonique par rapport aux préférences érotiques de groupes sociaux hautement spécialisés qui distinguent un champ sexuel d'un autre. Surtout, cela signifie que le capital érotique est mieux conçu comme une propriété du champ, et non comme une forme individuelle de capital.
Une deuxième définition est développée par Hakim, traitant le capital érotique comme le quatrième bien personnel. Cette définition est une combinaison multiforme d'attractivité physique et sociale qui va bien au-delà de l'attractivité sexuelle qui est au centre de la perspective des «champs». Contrairement à la conception de Green du capital sexuel, le capital érotique de Hakim est un capital individuel sans référent nécessaire à un champ.
De nombreuses preuves à l'appui du concept de capital sexuel, défini comme la beauté et l'attractivité physique, sont fournies dans le dernier livre de Daniel Hamermesh, Beauty Pays, où il passe en revue les preuves de la recherche sur les avantages économiques d'être attractif dans tous les contextes, y compris l'enseignement supérieur, la politique, les ventes et le marketing et les interactions sociales quotidiennes. Hamermesh suppose que ces avantages économiques doivent être dus à une discrimination injuste, une position qu'il prend dans le livre de Deborah Rhode, Beauty Bias, la critique par une avocate féministe des avantages sociaux qui reviennent aux personnes attirantes et des désavantages subis par les personnes peu attrayantes, plus particulièrement les obèses.

## Facteurs culturels et contextuels

### Race
Plusieurs études suggèrent que le capital sexuel est étroitement lié à la race ou les stéréotypes raciaux de l'attirance sexuelle. Certaines études montrent une relation plus complexe entre le capital érotique et la race. Par exemple, certains hommes noirs ont un statut sexuel élevé parce qu'ils font appel aux fantasmes de certaines femmes blanches hétérosexuelles. Susan Koshy soutient que les femmes asiatiques ont gagné un capital sexuel en Occident grâce à des récits glamour sur les relations sexuelles occidentales entre hommes et femmes asiatiques dans les médias et les arts.

### Culture
Les traits idéalisés peuvent varier considérablement entre les cultures, bien qu'il existe quelques normes de beauté presque universelles. La symétrie faciale, par exemple, est une caractéristique physiquement souhaitable qui est presque universelle. Cependant, de nombreuses caractéristiques physiques, comme la taille et le poids, ont des idéaux différents en fonction de la culture d'un individu. Ne pas avoir les traits physiques souhaités d'une culture peut entraîner une perte de capital sexuel, ce qui réduirait probablement le portefeuille de capital global d'un individu. Ce phénomène est particulièrement apparent lorsque les individus déménagent dans une zone avec des idéaux de beauté différents, car il peut y avoir un grand changement dans le capital sexuel d'un individu.

### Religion
Le capital sexuel peut être présent à la fois dans des contextes laïques et religieux. Willey a montré que dans un groupe de jeunes évangéliques, le capital sexuel et érotique joue toujours un rôle dans la sélection des partenaires. Les jeunes adultes trouvent souvent un intérêt romantique dans leurs groupes religieux, souvent en choisissant un partenaire qui a des traits recherchés ou un portefeuille de capital personnel souhaitable. Au sein des groupes de jeunes évangéliques étudiés, le capital sexuel était présenté comme un capital virginal, dans lequel un individu était considéré comme plus romantiquement désirable par le groupe quand il ne s'était pas engagé dans une activité sexuelle. De plus, certaines études montrent comment les adolescents peuvent réduire leur implication religieuse autour de leurs débuts sexuels. Il a été démontré que les adolescents pentecôtistes du Cap réduisent leur fréquentation de l'église au début de l'âge adulte, certains reprenant leur fréquentation précédente après avoir trouvé un partenaire de longue date. Ces études montrent certains des effets de la religion sur l'influence des normes de comportement sexuel d'une communauté. Bien que des études limitées aient été menées sur les effets du capital sexuel et érotique au sein d'autres communautés religieuses, beaucoup a été écrit sur la manière dont la religion a façonné la sexualité humaine.

### Classe et sexe
Les chercheurs suggèrent que le capital sexuel est étroitement lié à la classe sociale. Groes-Green soutient que le capital sexuel et d'autres formes de pouvoir corporel deviennent des ressources importantes parmi les jeunes hommes privés de leurs droits au Mozambique quand leur accès au capital économique et aux emplois est diminué. Groes-Green soutient en outre que l'émergence du capital sexuel est liée aux relations de genre, par exemple lorsque de jeunes hommes pauvres construisent un capital sexuel en soignant leur apparence et en améliorant leurs performances sexuelles afin de satisfaire les partenaires féminines. Cela met les jeunes hommes pauvres en compétition avec des pairs de la classe moyenne.

### Sexualité
Riggs a cité plusieurs études sur le comportement des hommes gais sur Grindr, qui ont montré que les utilisateurs blancs avaient reçu plus d'attention sur l'application que les utilisateurs qui ne se sont pas identifiés comme blancs dans leurs biographies. D'autres études ont montré que les hommes qui déclarent une taille plus grande que la moyenne, un corps plus musclé, ont des caractéristiques plus traditionnellement masculines et s'identifient comme blancs reçoivent plus d'attention de la part des autres membres que de ceux qui n'ont pas ces caractéristiques. Recevoir plus d'attention sur Grindr, mesuré par des clics ou des messages d'autres utilisateurs, a été utilisé par les chercheurs pour déterminer le nombre de personnes qui considéraient un profil comme sexuellement désirable. Cette mesure pourrait signifier des niveaux plus élevés de capital sexuel.
Au sein de la communauté lesbienne, on pense que la non-conformité de genre augmente le capital sexuel d'un individu. Cependant, les raisons en sont souvent le produit des opinions de la société sur la non-conformité de genre et le lesbianisme. De nombreuses lesbiennes butch peuvent avoir un capital sexuel plus élevé au sein des communautés lesbiennes, car elles subvertissent activement les stéréotypes de genre, un trait souvent célébré au sein de la communauté. À l'inverse, les femmes lesbiennes peuvent manquer de capital sexuel dans les espaces queer. Cependant, les femmes homosexuelles féminines peuvent recevoir du capital sexuel en dehors des communautés lesbiennes, en particulier parmi les hommes hétérosexuels.

## Critique
Comme le capital sexuel et les théories connexes de Catherine Hakim ont gagné en visibilité publique, plusieurs chercheurs ont été critiqués. Les arguments se sont largement concentrés sur la manière dont la théorie de Hakim a un impact disproportionné sur les femmes, même si elle la considère comme une théorie universelle. La sexualité féminine varie davantage selon la culture et le statut socio-économique que la sexualité masculine. Les femmes appartenant à des minorités raciales, socio-économiques, sexuelles ou de genre peuvent faire face à des pressions supplémentaires dans ce qui est considéré comme attractif en fonction de leur environnement. De plus, la théorie de Hakim sur le capital sexuel, y compris l'idée qu'un individu peut changer son niveau de capital, est limitée par ces considérations.
Dans certains cas, comme dans une société laïque néolibérale, les individus ont une plus grande liberté de choix dans la manière dont ils présentent leur sexualité et leur érotisme.